# Джондарі (тайфун)
Тайфун Джондарі — довготривалий та мінливий тропічний шторм, що вирував над Японією та Китаєм. Сформувався як тропічна депресія 23 липня 2018 року біля Окіноторі. 26 липня посилився до тропічного шторму, а вже 28 липня здійснив вихід на узбережжя префектури Міє. Дванадцятий названий тропічний циклон у сезоні тихоокеанічних тайфунів 2018 року. Мав найнижчий атмосферний тиск у 965 мбар та максимальну швидкість постійного вітру (за 10 хвилин) у 140 км/год. Повністю розсіявся 4 серпня над Цзіньшань.
Циклон приніс до Японії теплий сухий вітер, що посприяло підвищенню температури аж до 40 °C (104 °F). Джондарі завдав збитків Японії на суму понад JP¥1,59 млрд та Китаю — понад CN¥370 млн.
Міжнародний ідентифікатор: 1812; JTWC: WP152018.

## Метеорологічної історії
Тропічне збурення сформувалося 19 липня на південному сході від Гуама на 19 липня, і рухалось на захід. 22 липня JTWC класифікував систему як тропічна депресія 15W, а увечері 23 липня й JMA, хоча про положення центру низької циркуляції було невідомо. Після повільної консолідації протягом декількох днів, 24 липня близько 18:00 UTC система зміцніла до тропічного шторму біля Окіноторі, і JMA іменувала циклон як Джондарі. Наступного дня мікрохвильові знімки показали сформоване низькорівневе око циклону, що свідчило про консолідацію системи. А вже опівдні JMA підвищив циклон до жорстокого тропічного шторму. Система прискорила рух на південний схід під впливом приекваторіального хребта на півдні.
За інформацією від JMA, 26 липня посилився до тайфуну біля островів Огасавара, 27 липня о 0:00 UTC досяг своєї пікової інтенсивності зі 10-хвилинними максимальними постійними вітрами в 140 км/год та мінімальним центральним тиском у 965 мбар. А вже о 12:00 UTC про це повідомляє JTWC зі 1-хвилинними вітрами в 175 км/год. Джондарі має зміцніле очко, що періодично виднілося з видовженою структурою через подальшу взаємодію з верхнім шаром, який переміщався до північно-західної частини тайфуну. Коли головний потік перейшов на субтропічний хребет на північному сході, то циклон повернув проти часової стрілки на південний схід від Японії.
28 липня Джондарі почав стихати, тому що ефект Фудзівара зробив низькорівневе переміщення верхнього рівня на захід від тайфуну та ініціював тенденцію ослаблення, прискорюючи рух на північний захід та захід до острова Хонсю. 29 липня о 16:00 UTC вийшов на сушу біля Ісе, у префектурі Міє. Мав максимальну швидкість постійних (за 10-хвилин) вітрів у 120 км/год та центральним тиском у 975 мбар. Після цього шторм почав швидко слабшати та 30 липня о 8:30 UTC другий раз вийшов на берег біля Будзене, Фукуока зі швидкістю вітрі до 75 км/год та центральним тиском у 992 мбар. 3 серпня, приблизно о 2:30 UTC обрушився на Шанхай. На наступний день розсіявся.

## Наслідки

### Японія
У зв'язку зі штормом рейси поїздів JR-West були відкладені чи скасовані. Джондарі до регіону Хокуріку приніс теплий сухий вітер. Температура повітря підвищилась до 40 °C (104 °F). Усього в результаті шторму було поранено 24 особи, а збиток сільському господарству в префектурах Тібі та Айті оцінюється в JP¥1,59 млрд. За попередніми даними збитки оцінюються в US$1,4–2 мрлд.

### Китай
Сільськогосподарські збитки від тайфуну складають CN¥370 млн ($54,2 млн).